# 夜貓組
夜貓組（英語：Yeemao），成立於2016年，成員包含Leo王、春艷，為顏社旗下饒舌演唱組合。

## 成立
Leo王原先為搖滾樂隊巨大的轟鳴的主唱，春艷於戰犯音樂也發表了一些饒舌作品於網路上，兩位接觸的契機是由於LEO王在網路上看Diss RBL的比賽，一場春艷 vs. 熊仔的battle中，知道了春艷，對於春艷在作品上的態度頗為欣賞，後於Revolver的現場演出時，彼此見面。春艷雖然感覺對方有點古怪，但在後期網路上的音樂交流後，彼此對於對方的作品都很有興趣，因此開啟共同創作之路。其後合作單曲被顏社的老闆迪拉聽到，認為可以成立饒舌組合，「夜貓組」便正式成立。作品音樂風格多元，橫跨爵士、藍調與雷鬼聲響，並有許多新穎的嘗試。

## 團名
“夜貓組”來源於諧音夜貓族，泛指所有晚睡的人，在晚間，可以獨自的做自己喜歡的事，不被日常的瑣事打擾。由於成員於組成前期，白天皆有日班工作，利用晚上時間進行創作，並交換Demo，直到音樂工作有足夠的收入養活自己，因此將夜貓族的概念引申出“夜貓組”，代表可以做自己喜歡的事情，不被其他的外務打擾。

## 軼事
夜貓組成立之初，本想將其打造成五人饒舌團體，分別是Leo王、春艷、SOWUT 、雞腿飯和三小湯。然而因心理因素，三小湯最終離開顏社。SOWUT則因個人爭議因此離開顏社。而雞腿飯也在之後離開顏社，因此夜貓組最終以雙人團體出道。

## 成員[2]
春艷 
本名余承恩，生日：1992.12.26，隸屬顏社。
個人作品：《大男孩主義》2014-12、《鬧青》2015-3
於2013年參加「Diss RBL」，一場與饒舌歌手熊仔的battle受到矚目，後發表多首個人作品，並涉足影像、雜誌、派對活動等其他領域。
創立YouTube頻道:lasaboyz拉薩男孩
Leo王
本名王之佑，生日：1993.10.29，隸屬顏社。
個人作品：《藝術家脾氣》2016-12
臺大社會系休學，曾為巨大的轟鳴主唱，後轉戰饒舌圈，與9m88 合作〈陪妳過假日〉，以輕鬆詼諧並充滿律動的風格，打響知名度。2019年以「無病呻吟有情抒情」獲得第30屆金曲獎最佳國語男歌手

## 作品
| 曲序 | 曲目          |
| ---- | ------------- |
| 1    | 夜貓組        |
| 2    | 我有病        |
| 3    | Move your ass |

| 曲序 | 曲目                 | 演唱                            | 詞                          | 曲                          |
| ---- | -------------------- | ------------------------------- | --------------------------- | --------------------------- |
| 1    | 2017太空漫遊         | LEO王+春艷 Feat.李英宏 Didilong | 王之佑/余承恩/李英宏        | 王之佑/余承恩/李英宏        |
| 2    | 墜機                 | LEO王+春艷                      | 王之佑/余承恩               | 王之佑/余承恩               |
| 3    | 驢子                 | LEO王+春艷                      | 王之佑/余承恩               | 王之佑/余承恩               |
| 4    | 妳是我的Wifi         | LEO王+春艷 Feat.國蛋Gordan      | 王之佑/余承恩/國蛋          | 王之佑/余承恩/國蛋          |
| 5    | 嘿！小鬼             | LEO王+春艷                      | 王之佑/余承恩               | 王之佑/余承恩               |
| 6    | 健康歌               | LEO王+春艷 Feat.李英宏 Didilong | 王之佑/余承恩/李英宏        | 王之佑/余承恩/李英宏        |
| 7    | 一起吃早餐           | LEO王+春艷                      | 王之佑/余承恩               | 王之佑/余承恩               |
| 8    | 廢物                 | LEO王+春艷                      | 王之佑/余承恩/布蘭地/李英宏 | 王之佑/余承恩/布蘭地/李英宏 |
| 9    | 七十五塊(skit)       | -                               | -                           | -                           |
| 10   | 顏社的職場霸凌(skit) | -                               | -                           | -                           |
| 11   | Bonus track: 紙做的  | LEO王+春艷                      | 王之佑/余承恩               | 王之佑/余承恩               |

### 翻唱歌曲
- 2022年 〈我期待-Happy快回家〉(想你到月球｜張雨生特展)

## 獎項
2018年，以《健康歌曲》專輯入圍第29屆金曲獎，最佳演唱組合。
2018年10月27日，以《健康歌曲》專輯榮獲金音創作獎最佳專輯獎。